# Setenil de las Bodegas
Setenil de las Bodegas ist eine Kleinstadt und eine südspanische Gemeinde (Municipio) mit nur noch 2.624 Einwohnern (Stand: 2024) im Osten der Provinz Cádiz in der Autonomen Region Andalusien. Setenil liegt an der „Straße der weißen Dörfer“ (Ruta de los Pueblos Blancos) und wurde im Jahr 1985 als Conjunto histórico-artístico eingestuft.

## Lage und Klima
Der Ort Setenil de las Bodegas liegt im Abstand von jeweils etwa 17 km (Fahrtstrecke) zwischen Ronda und Olvera in der Serranía de Ronda in einer Höhe von ca. 640 m. Das Klima ist gemäßigt bis warm; Regen (ca. 740 mm/Jahr) fällt überwiegend im Winterhalbjahr.

## Bevölkerungsentwicklung
| Jahr      | 1857  | 1900  | 1950  | 2000  | 2020  |
| Einwohner | 2.907 | 3.291 | 4.608 | 2.988 | 2.702 |

Auf dem Hintergrund der zunehmenden Mechanisierung der Landwirtschaft, der Aufgabe bäuerlicher Kleinbetriebe und dem daraus entstandenen Mangel an Arbeitsplätzen auf dem Lande ist die Einwohnerzahl der Gemeinde seit den 1950er Jahren deutlich zurückgegangen.

## Wirtschaft
An erster Stelle im Wirtschaftsleben der Gemeinde steht traditionell die ursprünglich zur Selbstversorgung betriebene Landwirtschaft. Auf den Feldern werden Weizen, Gerste, Wein etc. angebaut; die Hausgärten lieferten Gemüse und später auch Kartoffeln und Tomaten. Seit den 1960er Jahren spielt auch der innerspanische Tourismus eine gewisse Rolle im Wirtschaftsleben der Gemeinde.

## Geschichte
Bereits für die prähistorische Zeit sind menschliche Aktivitäten in der Gegend nachweisbar; sesshaft wurden die Menschen jedoch erst allmählich in der Zeit um 3000 v. Chr., was auch mit dem Abbau von Erzen und der Metallgewinnung zusammenhängt. Aus iberisch-römischer und selbst aus islamisch-maurischer Zeit fehlen Daten und Erkenntnisse. Das Gebiet um die Städte Setenil und Ronda wurde erst um 1484/85 von den Christen unter der Führung der Katholischen Könige Isabella I. und Ferdinand II. zurückerobert (Reconquista).
Angeblich ist der Name der Ortschaft lateinischen Ursprungs und bedeutet „Sieben Mal Nichts“ (lateinisch septem nihil). Dies rührt aus der Zeit der Reconquista. Die Gegend um Setenil war ca. 200 Jahre lang Grenzgebiet zwischen Mauren und Christen, und die Ortschaft sei erst im siebten Anlauf in christliche Hand gefallen. Tatsächlich lassen sich aber nur zwei Belagerungen nachweisen.
Plausiblere Deutungen des Ortsnamens vermuten, dass der Ort auf eine Meilenangabe ad septem milia zurückgeht.

## Sehenswürdigkeiten

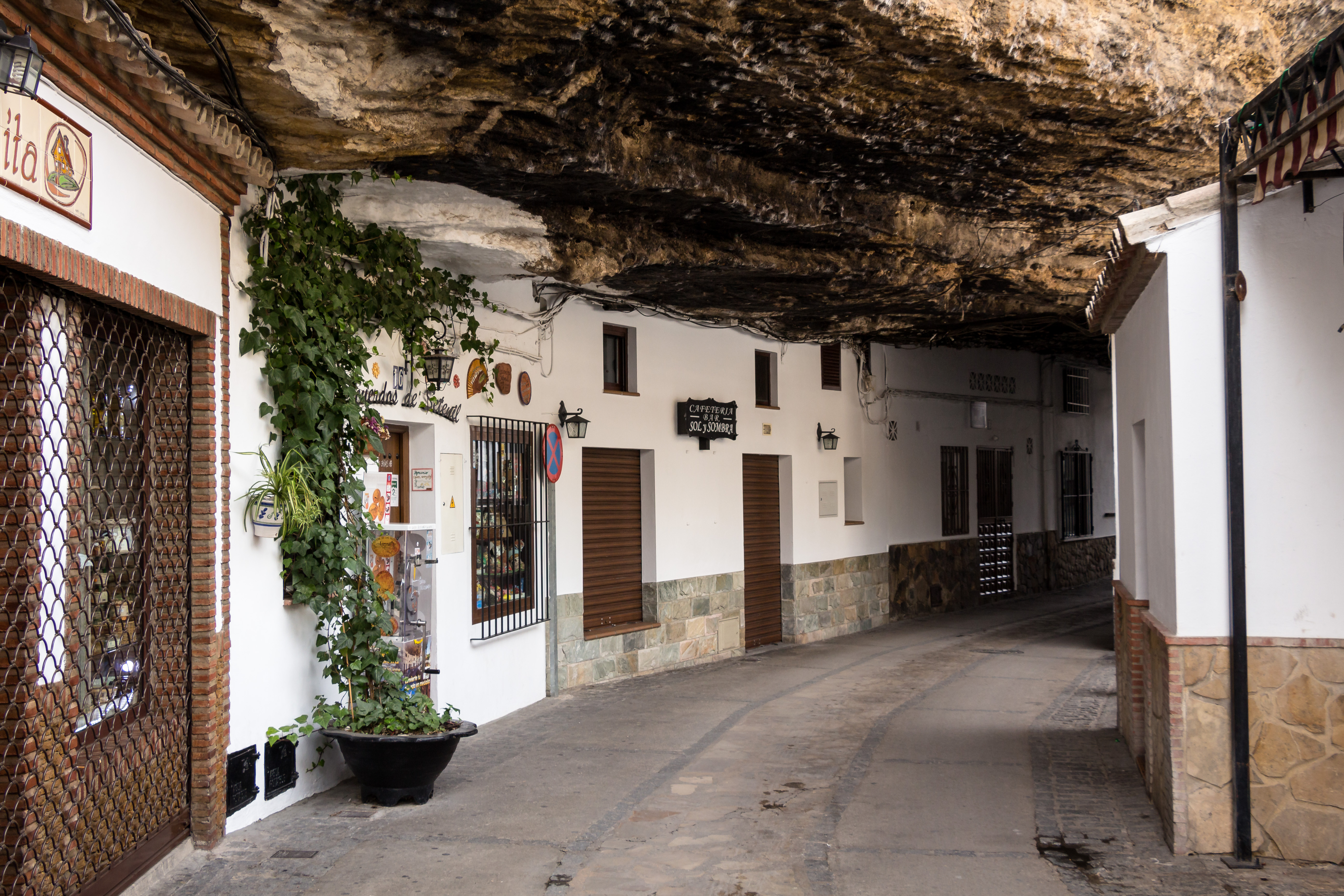
Häuser unter Felsen

- Zu den Hauptattraktionen der Kleinstadt zählen die unter einem vom – nur zeitweise wasserführenden – Río Guadalporcún ausgewaschenen Felsüberhang (Abri) erbauten Häuser, in denen sich heute zahlreiche Geschäfte befinden.
- Von dem ehemaligen Burgviertel (Kasbah; heute Barrio del Castillo) ist nichts mehr erhalten; der vielleicht schon in maurischer Zeit erbaute Bergfried (torre del homenaje) wurde von den Christen gründlich erneuert (z. B. Ecksteine).[7]
- Die Iglesia de Nuestra Señora de la Encarnación entstand größtenteils im frühen 16. Jahrhundert im Stil der Spätgotik (Strebepfeiler). Sterngewölbter Chor und Apsis der Kirche sind deutlich höher und größer als das kurze Langhaus.[8]
- Von den vier Kapellen (Ermitas) des Ortes ist die Ermita de San Benito die größte und bedeutsamste. Die Ermita de San Sebastián ist die älteste Kirche der Stadt.
- Auch einige Brücken (Puentes) der Kleinstadt sind sehenswert.